# Ciamis
Ciamis este un oraș din Indonezia.